# Keshavapura, Arkalgud
Keshavapura là một làng thuộc tehsil Arkalgud, huyện Hassan, bang Karnataka, Ấn Độ.